# Maesa kerrii
Maesa kerrii är en viveväxtart som beskrevs av C.M. Hu och J.E. Vidal. Maesa kerrii ingår i släktet Maesa och familjen viveväxter. Inga underarter finns listade i Catalogue of Life.